# Nokalakevi
Nokalakevi (en georgiano: ნოქალაქევი también conocida como Arqueópolis (en griego antiguo: Ἀρχαιόπολις, que significa literalmente Ciudad antigua), Tsikhegoji (del georgiano Fortaleza de Kuji) y según algunas fuentes "Djikha Kvinji" en megreliano, es un pueblo y sitio arqueológico de la ciudad de Senaki, en la región de Samegrelo-Zemo Svaneti en Georgia.

## Historia
Ubicadas junto al río Tekhuri, en el extremo norte de la llanura de Cólquida en Samegrelo, al oeste de Georgia, se encuentran las ruinas de Nokalakevi. Ocupando aproximadamente 20 hectáreas, el sitio era conocido por los primeros historiadores bizantinos como Archæopolis, y por los vecinos cronistas georgianos (kartlianos) como Tsikhegoji, o fortaleza de Kuji. Nokalakevi-Archaeopolis jugó un papel importante en las principales guerras que se libraron entre los bizantinos y los sasánios en el Cáucaso del Sur durante el  siglo VI a. C. Fue una de las fortalezas clave que protegía a Lázica (Mingrelia moderna) del ataque sasánida, persa e ibérico (del este de Georgia / Kartli). Durante la guerra de 540-562 d. C., el fracaso de los persas en tomar Nokalakevi-Archaeopolis de los bizantinos y Lazes finalmente les costó el control de Lázica. 
Las primeras fortificaciones defensivas bizantinas de Nokalakevi-Archaeopolis aprovechan la posición del sitio dentro de un circuito del río Tekhuri, que ha esculpido un desfiladero a través de la piedra caliza local al oeste de la fortaleza. El terreno escarpado al norte del sitio hizo que la ciudadela establecida allí fuera casi inexpugnable. Un muro conectaba esta "ciudad alta" con la "ciudad baja" que se encuentra debajo, donde las excavaciones han revelado edificios de piedra del siglo IV al VI. Debajo de las capas del período romano tardío hay evidencia de varias fases anteriores de ocupación y abandono, desde el octavo hasta el segundo siglo antes de Cristo.

## Trabajos arqueológicos

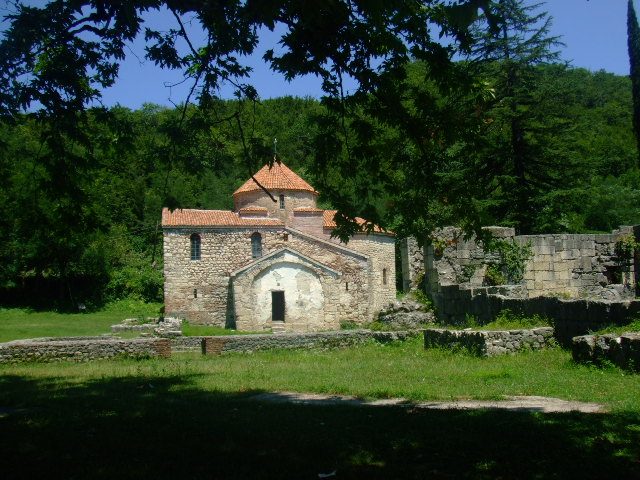
La iglesia de los cuarenta mártires

El estudio moderno del sitio comenzó en las décadas previas a la anexión formal rusa de Samegrelo, con la visita del filólogo suizo Frédéric Dubois de Montpéreux en 1833-4. Identificó las ruinas como la Arqueópolis de los historiadores bizantinos y argumentó que el sitio era Aia, la antigua capital de Cólquida del mito griego Argonauta. Esto estimuló el interés académico, que culminó en la década de 1920 con propuestas para una excavación arqueológica. En el invierno de 1930-31, un equipo conjunto germano-georgiano, dirigido por el Dr. Alfonse-Maria Schneider de la Universidad de Friburgo, trazó la línea de las paredes y excavó unas 40 trincheras y una de las torres, además de lo que erróneamente creyeron era el ágora en la ciudad 'inferior'. Sus hallazgos, incluyendo un tesoro de oro sólido del Emperador Mauricio (584-602 a. C.), confirmaron la identificación de Dubois de Montperreux del sitio con Archaeopolis, sin resolver la cuestión de Aia. La mayoría de los eruditos continuó (y continúa) prefiriendo la identificación tradicional de Aia con Kutaisi. 
Los trastornos políticos de la década de 1930 y el inicio de la guerra interrumpieron nuevas excavaciones arqueológicas. Sin embargo, el interés en la historia de Georgia continuó creciendo, provocando varias visitas académicas y artículos sobre Nokalakevi desde la década de 1930 hasta la década de 1960. Finalmente, en 1973, se estableció una importante expedición patrocinada por el estado, dirigida por Parmen Zakaraia. Esta expedición realizó excavaciones importantes y trabajos de conservación en Nokalakevi hasta principios de la década de 1990, cuando el colapso de la Unión Soviética y los disturbios civiles de los primeros años de independencia de Georgia detuvieron la financiación y causaron graves daños a la infraestructura de la expedición.
Las excavaciones a gran escala se reanudaron en 2001 con un proyecto de colaboración, dirigido por el Profesor David Lomitashvili, codirigido por Ian Colvin, el Dr. Paul Everill y Benjamin Neil.

## Galería

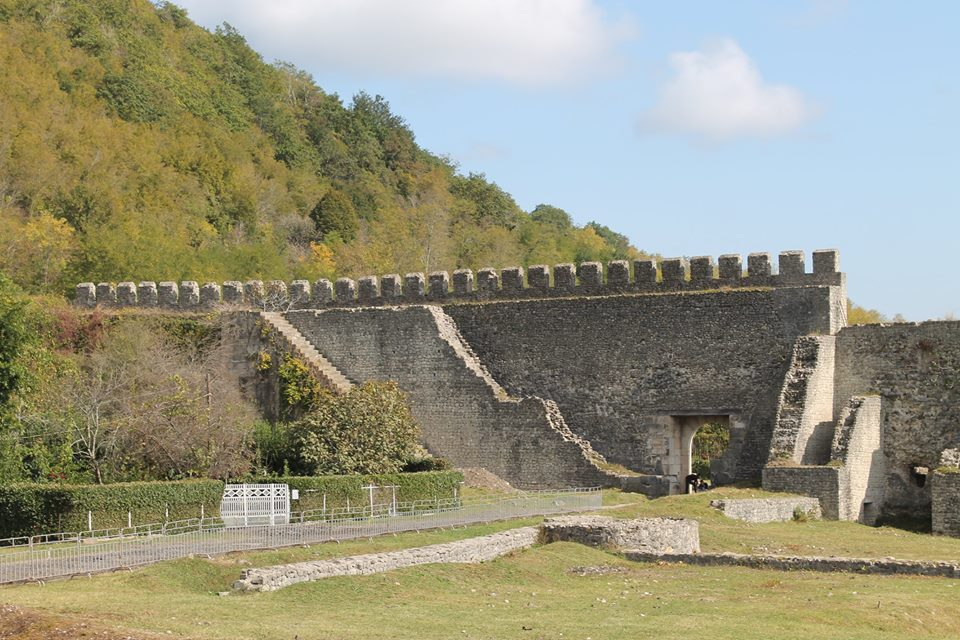
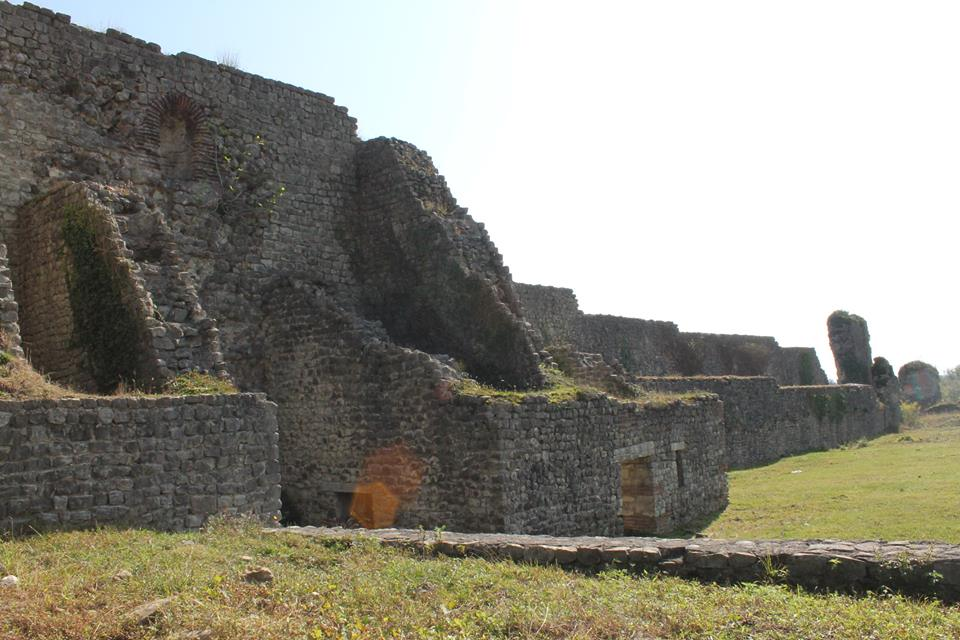
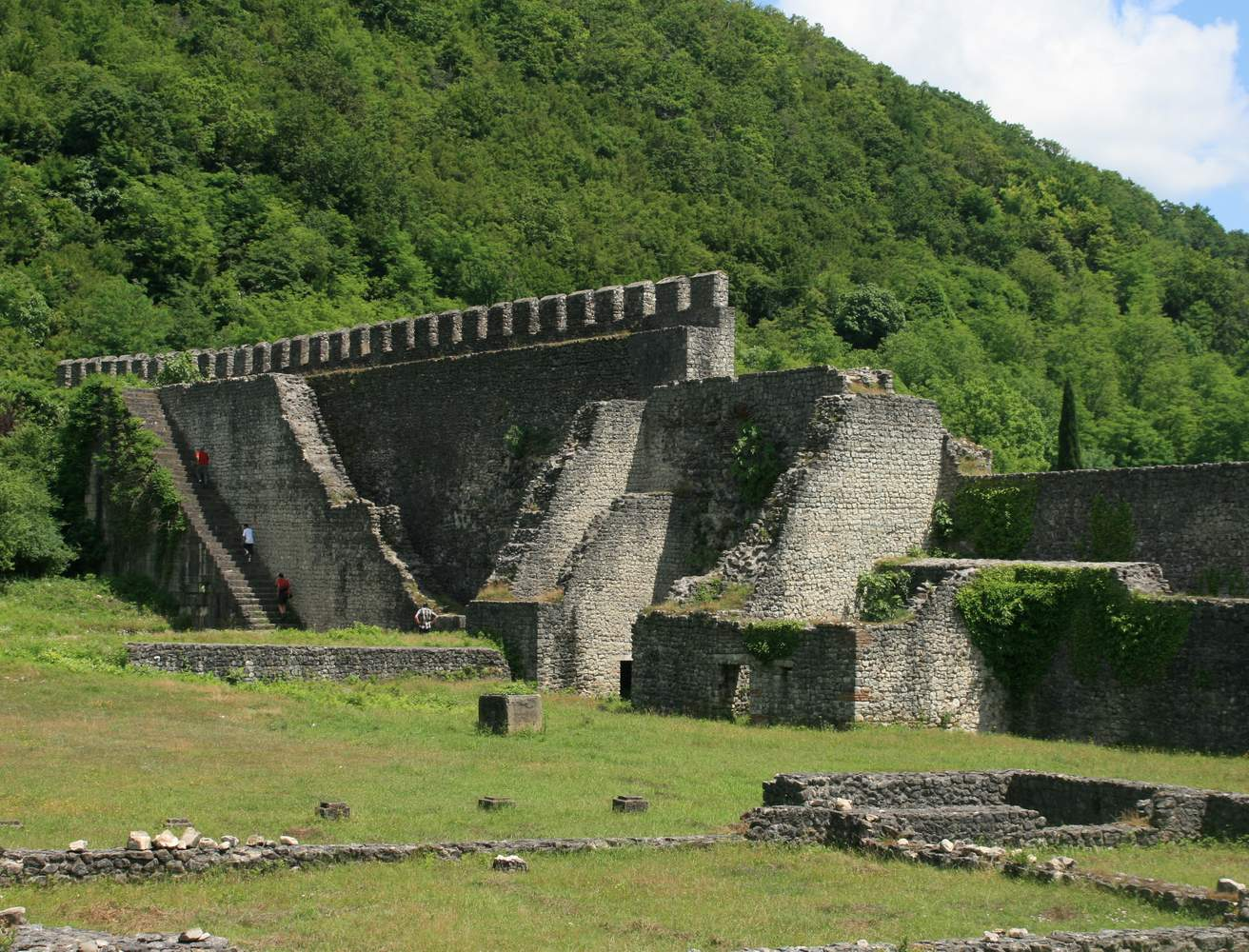
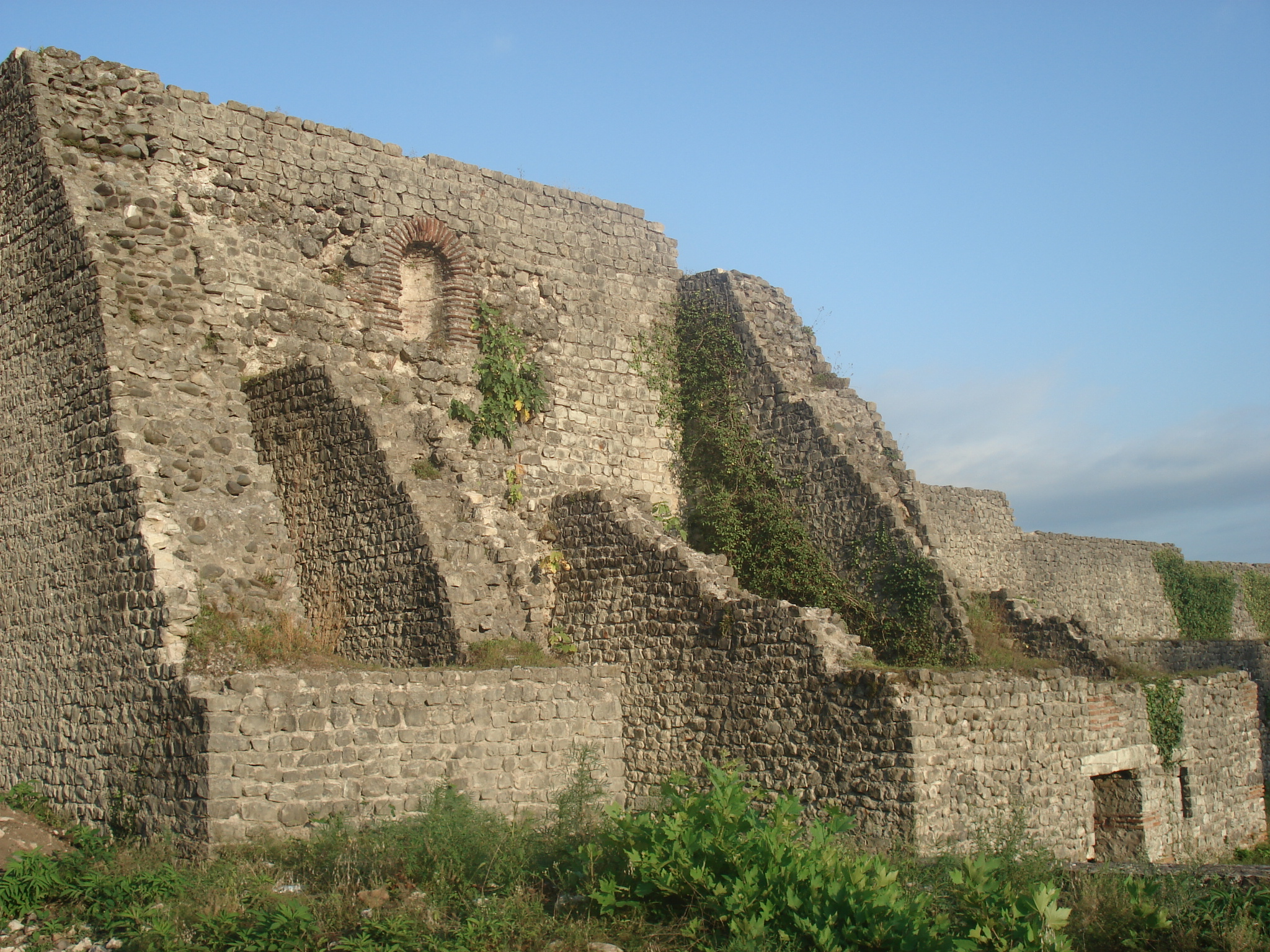